# Hahoe
A Vila Folclórica de Hahoe (coreano: 안동하회마을) é uma vila tradicional da Dinastia Joseon. A vila é uma porção importante da cultura coreana pois preserva a arquitetura do estilo Joseon, tradições folclóricas, valiosos livros e velhas tradições baseadas nos clãs.
Localiza-se em Andong, Gyeongsangbuk-do. O Desfiladeiro Buyongdae encontra-se ao norte e o Monte Namsan ao sul. A vila é organizada ao redor de guias o que conferem a ela um formato de flor de lótus.

## História
O clã Yu de Pungsan estabeleceu a Vila Folclórica de Hahoe no Século XVI durante a Dinastia Joseon e tem sido uma vila de apenas um clã desde então. A vila á famosa porque preservou muitas de suas estruturas originais, como a Escola Confuciana e outras edificações, além de manter as artes folclóricas como a Máscara coreana ('Byeonlsin-gut') que se constitui de um rito xamanista em honra aos espíritos da vila.Hoje a vila é dividida em Namchon (Sul) e Pukchon (Norte). A vila mantem os estilos arquitetônicos antigos que se perderam devido à rápida modernização e desenvolvimento da Coreia do Sul.

## Galeria

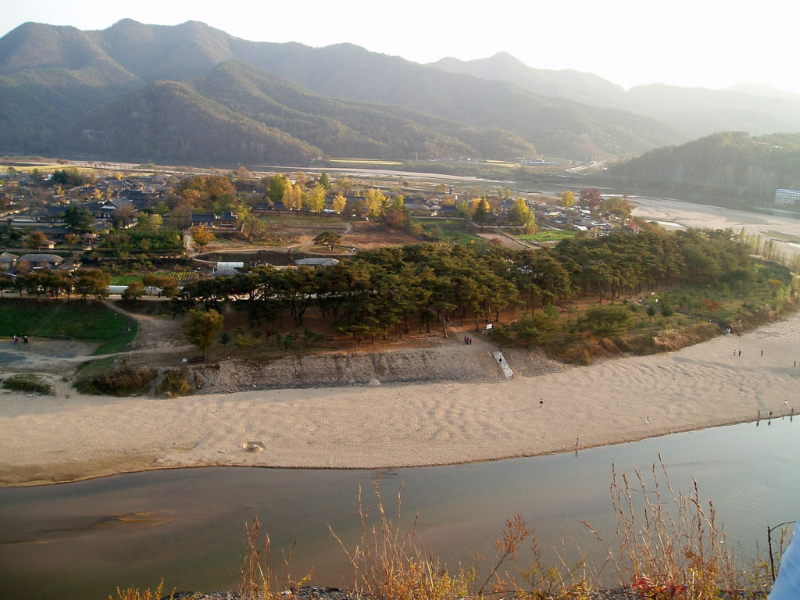
Vista áerea da vila
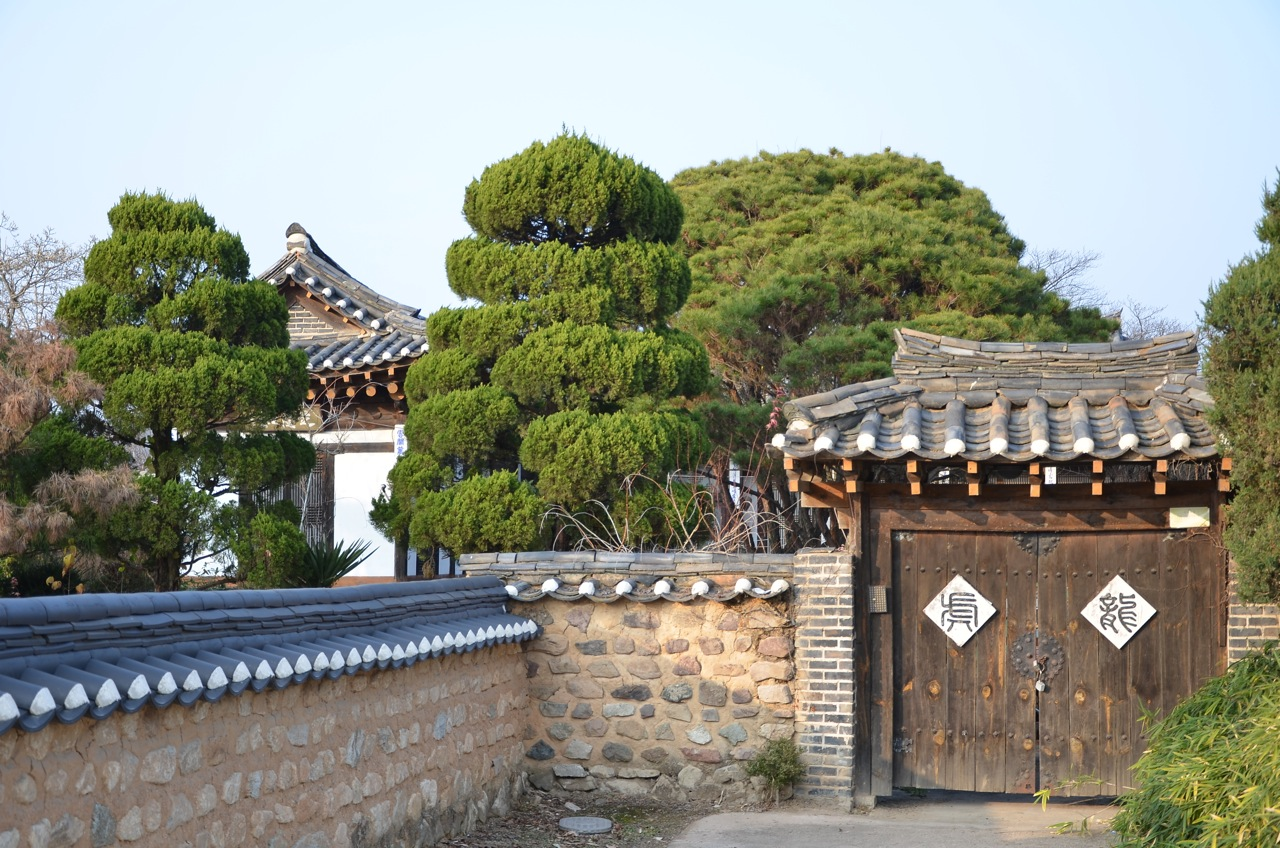
Casa na Vila de Hahoe
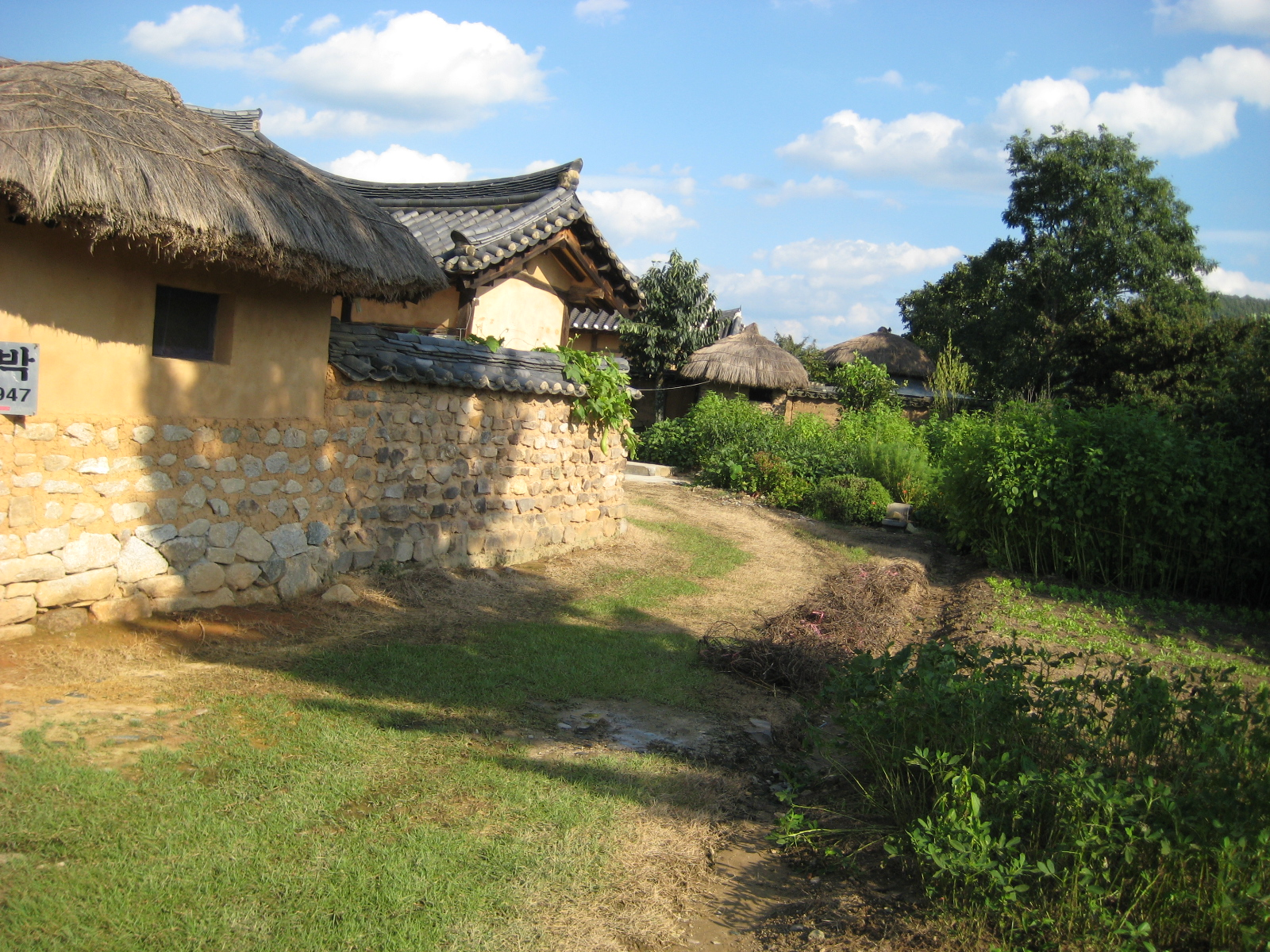
Casas tradicionais da vila
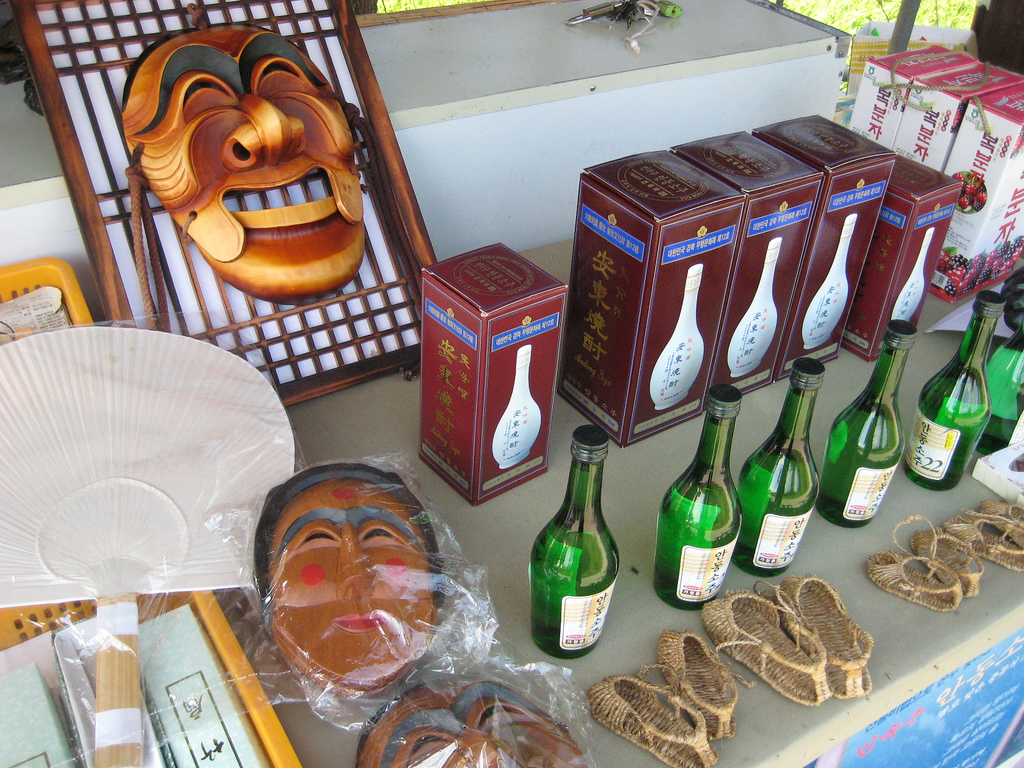
Soju e Máscara coreana
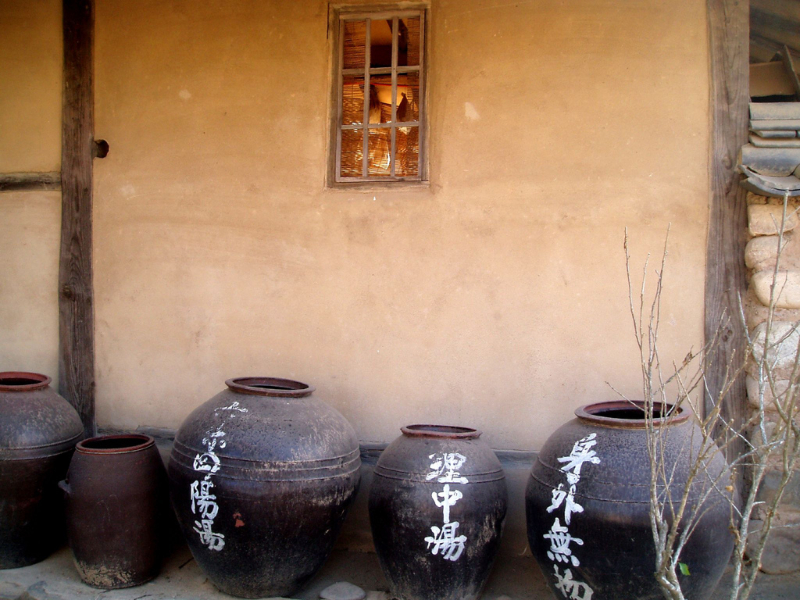
Jangdok
Vista panorâmica da vila

## UNESCO
A UNESCO inscreveu as Aldeias Históricas da Coreia: Hahoe e Yangdong como Patrimônio Mundial por "serem representativas dos vilarejos históricos de clãs da Coreia do Sul. O seu design e localização refletem a cultura Confuciana aristocrática distinta do início da Dinastia Joseon"